# Cercosaura ocellata
Cercosaura ocellata là một loài thằn lằn trong họ Gymnophthalmidae. Loài này được Wagler mô tả khoa học đầu tiên năm 1830.